# Suzanne de Goede
Suzanne de Goede (Zoeterwoude, Gelderland, 16 d'abril de 1984) és una ciclista neerlandesa que fou professional del 2003 al 2012. Es va proclamar campiona nacional tant en ruta com en contrarellotge.

## Palmarès
- 2002
  -  Campiona del món júnior en ruta
  -  Campiona dels Països Baixos júnior en ruta
- 2003
  -  Campiona dels Països Baixos en ruta
- 2005
  -  Campiona dels Països Baixos en contrarellotge
  - 1a a la Novilon Euregio Cup i vencedora de 2 etapes
  - 1a a la Ronde van Gelderland
  - 1a a la Wellington Women's World Cup
  - Vencedora d'una etapa al Giro de Toscana-Memorial Michela Fanini
  - Vencedora d'una etapa a la Ster Zeeuwsche Eilanden
- 2006
  - 1a a l'Omloop Het Nieuwsblad
  - 1a a l'Acht van Chaam
- 2007
  - 1a a l'Omloop der Kempen
- 2008
  - 1a al Sparkassen Giro Bochum
  - Vencedora d'una etapa a la Volta a Nova Zelanda
  - Vencedora d'una etapa al Tour del Gran Mont-real
- 2009
  - 1a a l'Omloop Het Nieuwsblad
  - Vencedora d'una etapa a la Ster Zeeuwsche Eilanden
- 2011
  - 1a a la Novilon Euregio Cup
- 2012
  - 1a a la Ronde van Gelderland
  - 1a a l'Omloop der Kempen